# Marinko Pejić (HNV)
Marinko Pejić (Sovići, Grude, 1943.), hrvatski bh. dužnosnik u BiH, matematičar, živi i radi u Sarajevu

## Životopis
Rođen je u Sovićima. U rodnim Sovićima završio osnovnu školu. U Banjoj Luci završio gimnaziju, a u Sarajevu na Prirodno-matematičkom fakultetu završio je studijsku grupu matematika i fizika. Magistrirao i doktorirao na Odsjeku za pedagogiju i psihologiju Filozofskog fakulteta u Sarajevu.  Uoči velikosrpske agresije na BiH, obnašao dužnost potpredsjednika Općine Ilidža. Nakon početka agresije na BiH izabrani predsjednik HVO Sarajevo. Član je Hrvatskog društva za znanost i umjetnost Sarajevo, gdje je voditelj Odjela za prirodne znanosti. Član je Matice hrvatske, Sarajevo, predsjednik HNV BiH, član HVO Sarajevo i Hrvatskog društva matematičara Zagreb.